# Хула (озеро)
Ху́ла (ивр. חולה‎) — озеро в одноимённой долине на севере Израиля, в 20 км к северу от Тивериадского озера. Площадь поверхности — 14 км². Высота над уровнем моря — 68 м. Длина — 5,5 км, ширина — 4,5 км.
Образовалось около 25 тысяч лет назад в результате извержений вулкана. Глыбы застывшей лавы преградили путь ручьям, стекавшим с Ливанского хребта и Голанских высот, и впадина, образовавшаяся в этих местах, стала постепенно наполняться водой.
Эти места являются одними из основных пунктов остановки и отдыха перелётных птиц с севера (в том числе из России) на юг (в Африку) и обратно. Специалисты насчитывают сейчас не менее 200 их видов. За сезон над долиной пролетает порядка полумиллиарда птиц, в том числе более 100 000 журавлей. Часть птиц, включая более 30 000 журавлей, остаются зимовать в долине.

## Мелиорационные работы
Между 1950 и 1958 годами Еврейский национальный фонд «Керен Каемет ле-Исраэль» организовал масштабный проект по мелиорации прилегающих к озеру болот. Озеро, площадь которого составляла 15 км², стало сокращаться: около 5000 га озера и его болотистого берега были осушены. Только небольшой по размерам участок был сохранён как заповедник. Основными целями работ были увеличение площади пахотных земель и борьба с малярией.
Осушение озера и болот привело к серьёзным экологическим проблемам. Сельское хозяйство получило 60 тысяч дунамов земли для обработки, но часть торфяников горела почти каждое лето, а остальные земли через какое-то время истощились, что потребовало внесения удобрений. Химикаты стали проникать в грунтовые воды и в Тивериадское озеро. Данная проблема не только многократно умножила трудовые затраты, что делало земледелие малорентабельным, но и угрожала единственному крупному природному хранилищу воды в Израиле.
Был реализован проект по восстановлению природного заповедника «Эмек-ха-Хула» («долина Хула»), который продолжался в течение семи лет — с 1990 по 1997 год. В настоящее время работы по осушению признаны ошибочными, и проводятся мероприятия по подъёму уровня вод в долине. Всё это принесло свои плоды — уменьшилось число зимних наводнений, полностью прекратились возгорания торфяников, которые бушевали в этом районе в прошлом, прекратилось проседание почвы, характерное для этих земель, сократился ущерб от пылевых бурь.

## Галерея

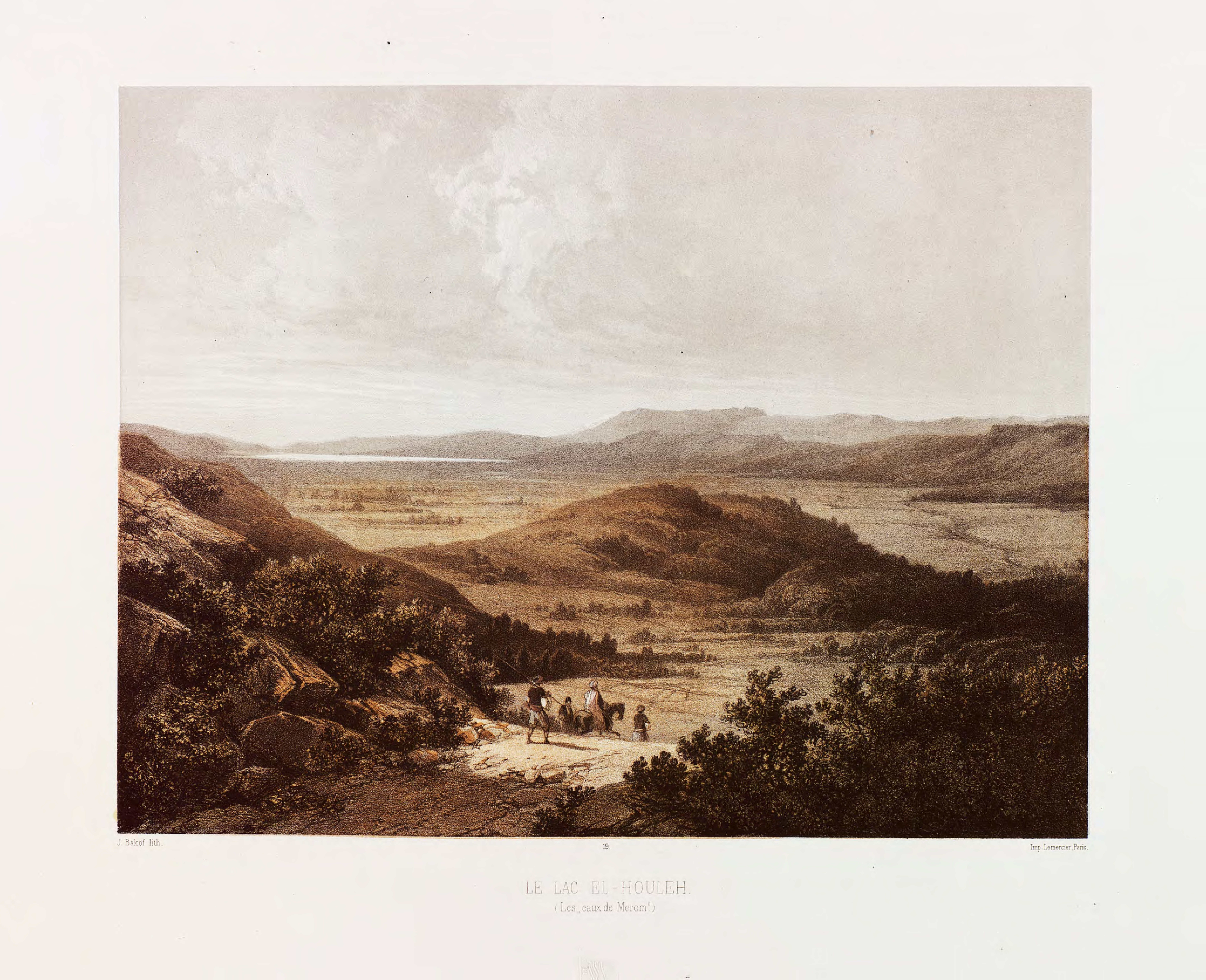
Озеро Хула, каким его увидел в середине XIX века голландский картограф Чарльз Уильям Мередит ван де Вельде[англ.]
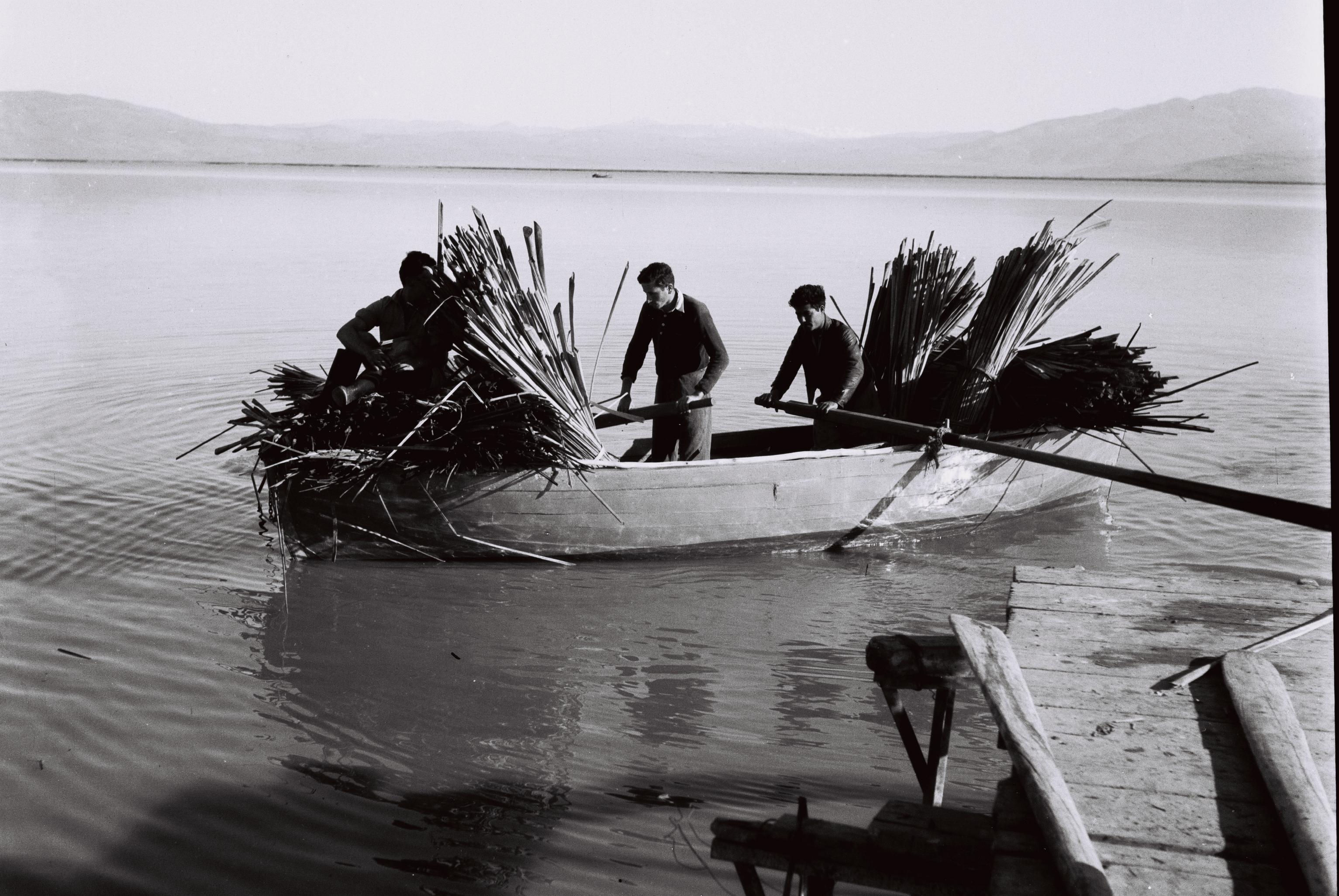
Члены кибуца Хулата, собирающие тросник и стебли папируса, 1940 год
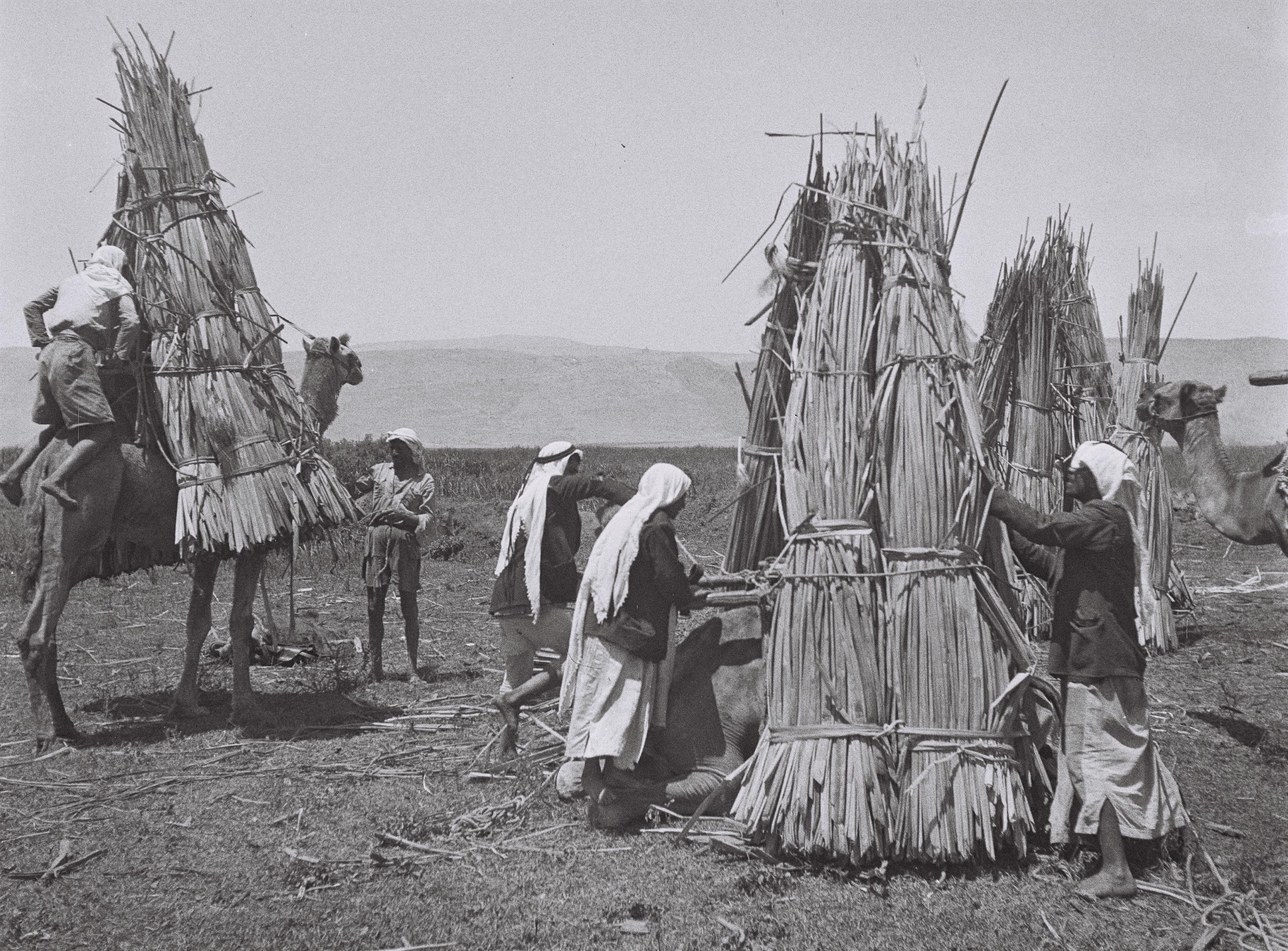
Быт арабов в окрестностях озера, 1946 год
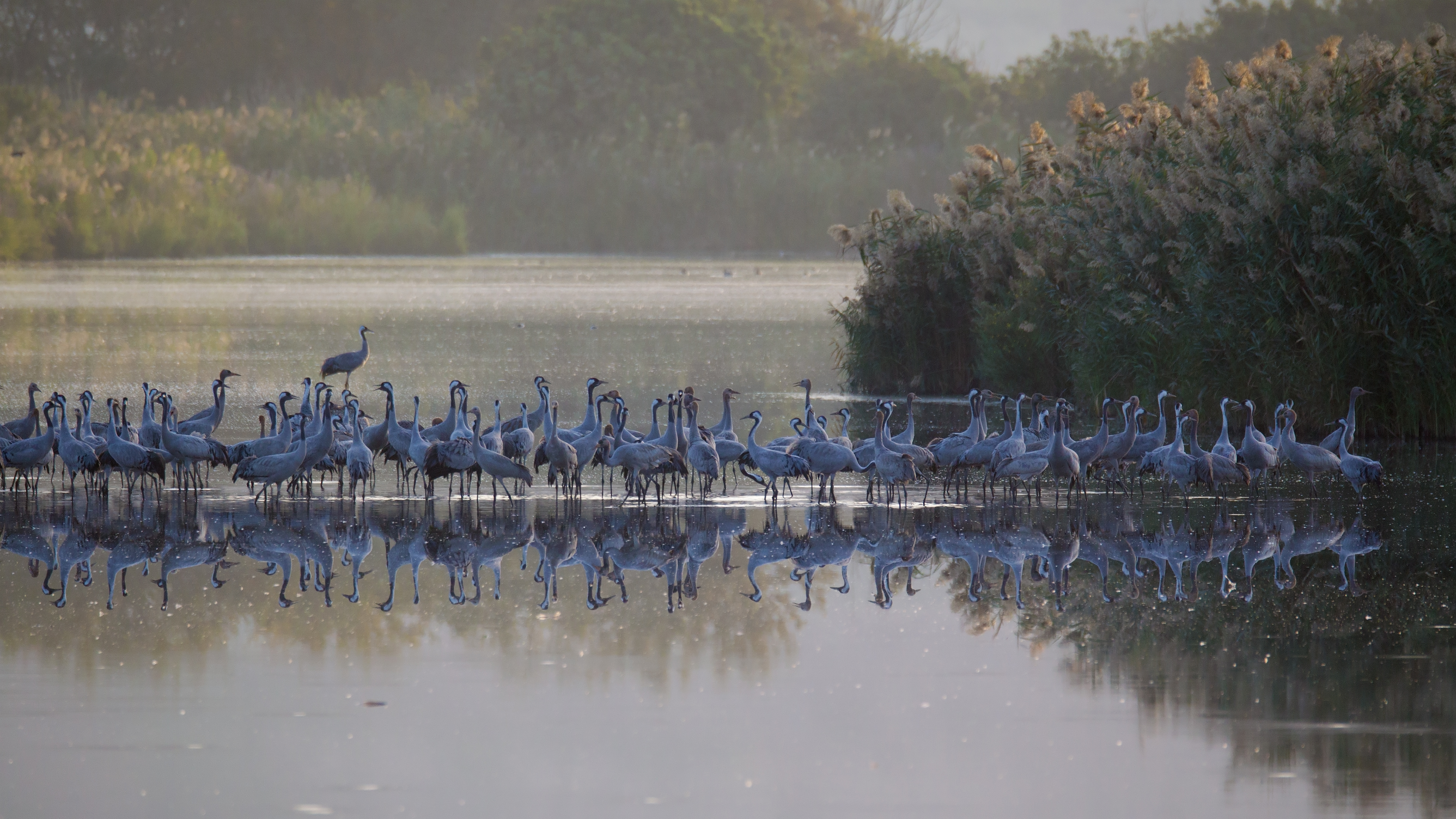
Стая серых журавлей над озером Хула
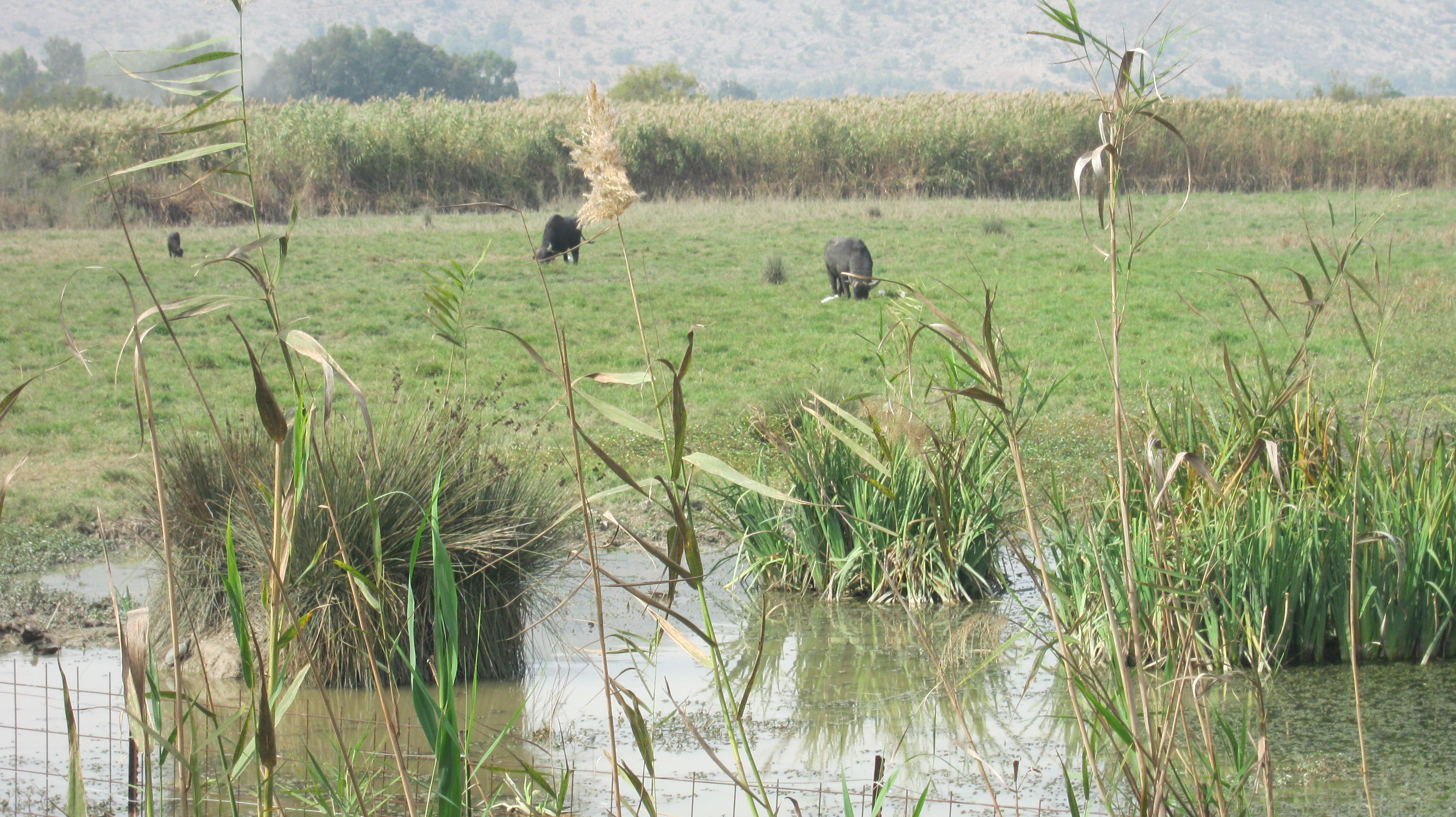
Буйволы, пасущиеся на заболоченных берегах озера Хула
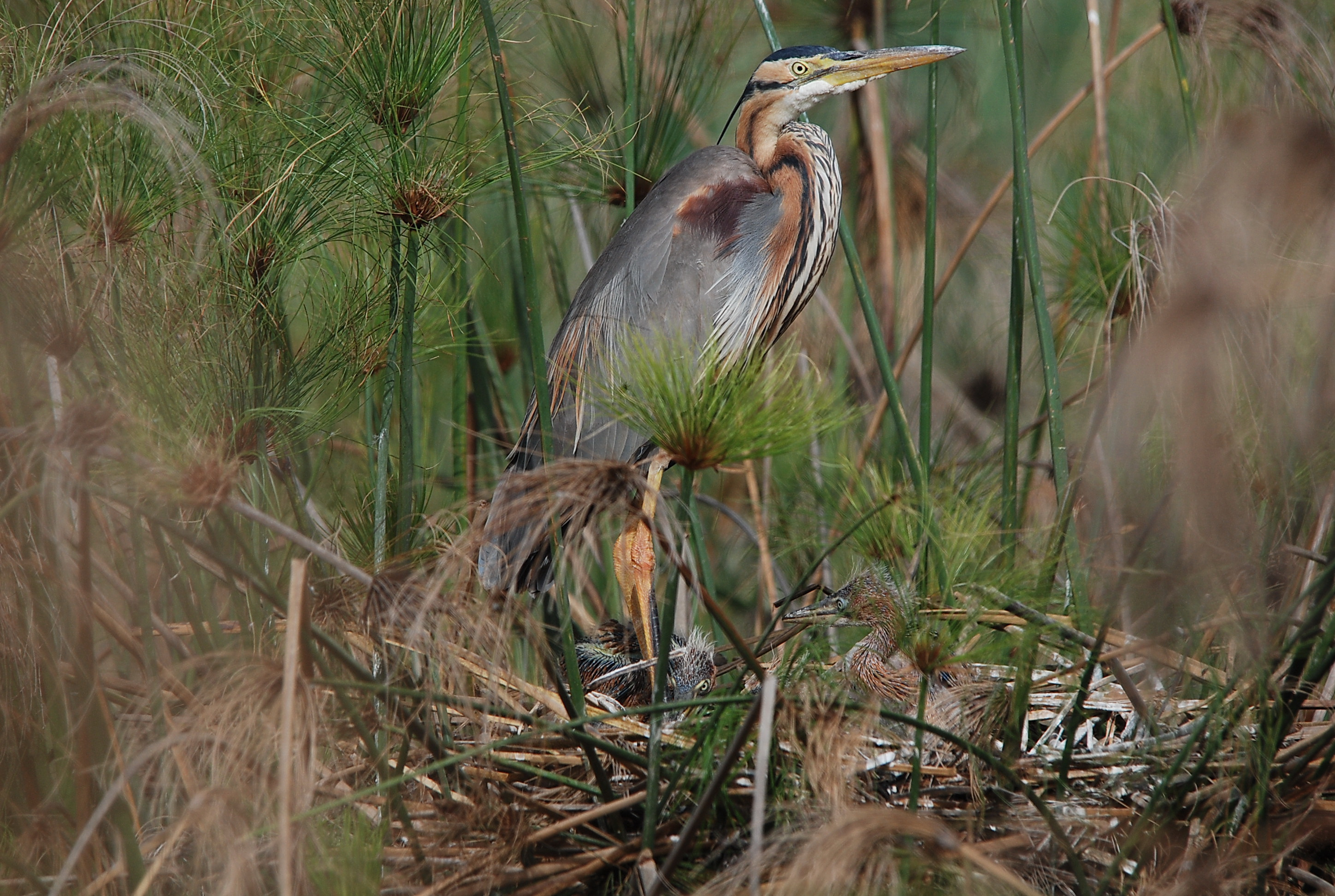
Рыжая цапля с выводком
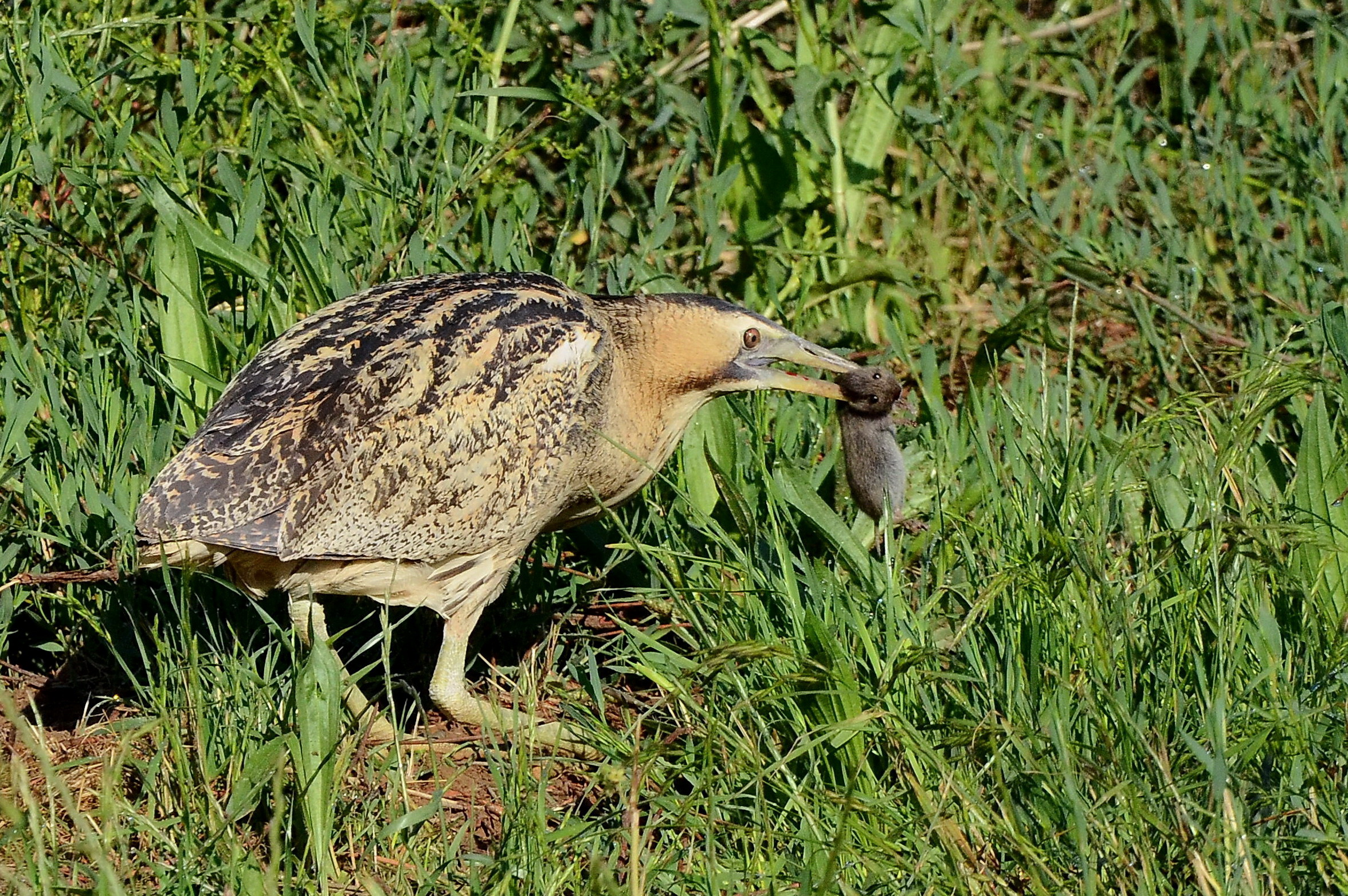
Большая выпь в добычей
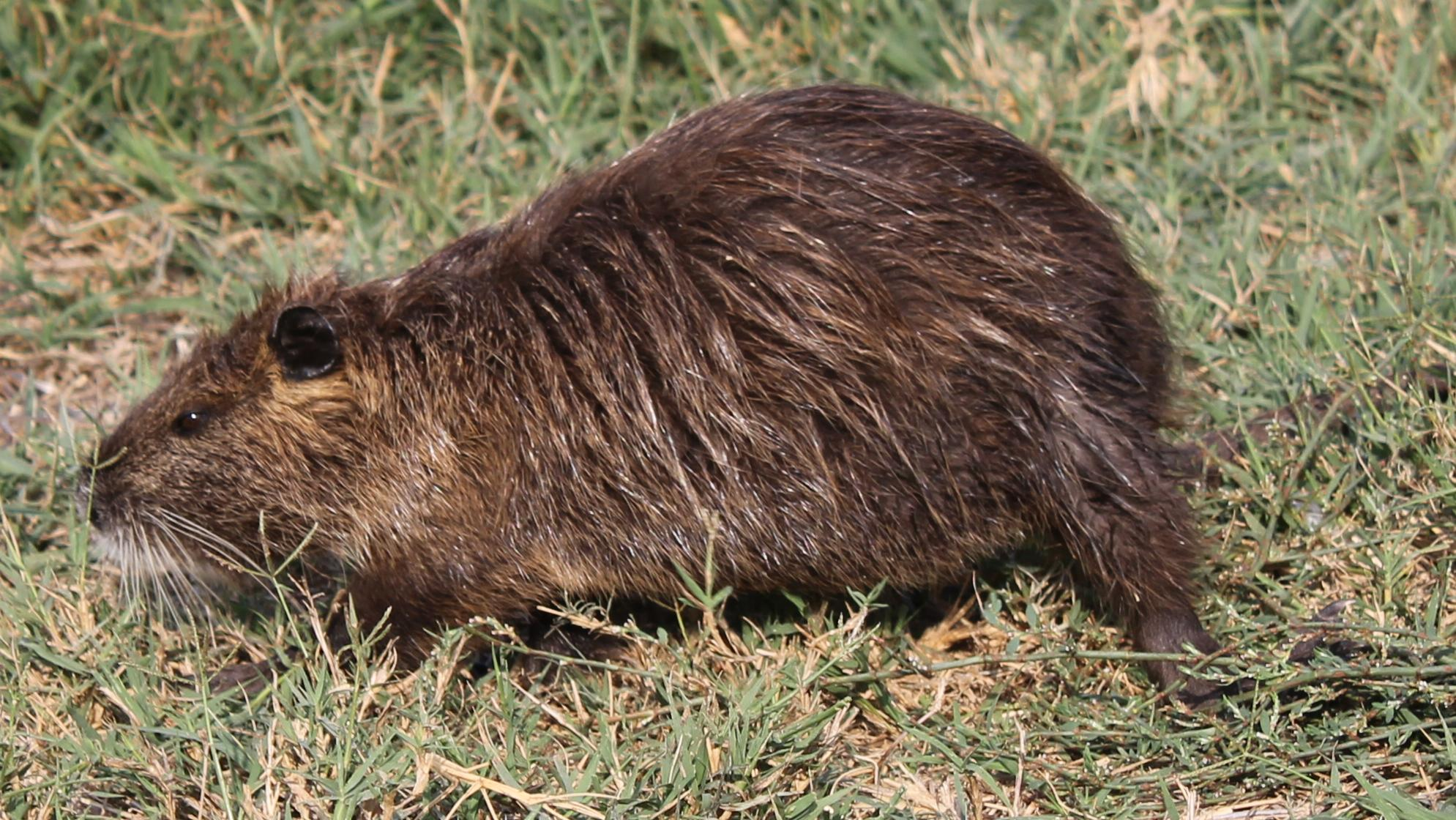
В окрестностях озера успешно акклиматизировалась нутрия